# 켈러 미분
가환대수학과 대수기하학에서 켈러 미분(영어: Kähler differential)은 (아핀 스킴으로 여긴) 가환환 또는 일반적인 스킴 위에 대수적으로 정의할 수 있는 미분 형식의 일종이다.

## 정의
가환환 {\displaystyle R}, {\displaystyle S} 사이의 환 준동형 사상 {\displaystyle \phi \colon R\to S}가 주어졌다고 하자. 그렇다면 다음과 같은 보편 성질을 만족시키는 {\displaystyle S}-가군 {\displaystyle \Omega _{S/R}}과 {\displaystyle d\colon S\to \Omega _{S/R}}을 생각하자.
- {\displaystyle d}는 {\displaystyle R}-가군의 준동형이다.
- (곱 규칙) {\displaystyle d}는 미분 연산자이다. 즉, 임의의 {\displaystyle s,t\in S}에 대하여, {\displaystyle d(st)=s\cdot (dt)+t\cdot (ds)}이다.
- 또한, 위 두 조건들을 만족시키는 임의의 {\displaystyle S}-가군 {\displaystyle M'}과 {\displaystyle d'\colon S\to M'}에 대하여, {\displaystyle d'=f\circ d}인 {\displaystyle S}-가군 준동형 {\displaystyle f\colon \Omega _{S/R}\to M'}이 유일하게 존재한다.

이러한 {\displaystyle d\colon S\to \Omega _{S/R}}은 항상 존재하며, 이를 켈러 미분의 가군 {\displaystyle \Omega _{S/R}}라고 한다.
보다 일반적으로, 스킴의 사상 {\displaystyle X\to Y}가 주어졌을 때, {\displaystyle d\colon {\mathcal {O}}_{X}\to \Omega _{X/Y}}는 다음 보편 성질을 만족시키는 {\displaystyle {\mathcal {O}}_{Y}}-가군층이다.
- {\displaystyle d}는 {\displaystyle {\mathcal {O}}_{Y}}-가군층의 사상이다.
- (곱 규칙) {\displaystyle d}는 미분 연산자이다. 즉, 임의의 {\displaystyle s,t\in \Gamma (U;{\mathcal {O}}_{X})}에 대하여, {\displaystyle d(st)=s\cdot (dt)+t\cdot (ds)\in \Gamma (U;\Omega _{X/Y})}이다.
- 또한, 위 두 조건들을 만족시키는 임의의 {\displaystyle d'\colon {\mathcal {O}}_{X}\to {\mathcal {M}}}에 대하여, {\displaystyle d'=f\circ d}인 {\displaystyle {\mathcal {O}}_{Y}}-가군층 사상 {\displaystyle f\colon \Omega _{X/Y}\to {\mathcal {M}}}이 유일하게 존재한다.

## 참고 문헌
- Hartshorne, Robin (1977). 《Algebraic geometry》. Graduate Texts in Mathematics (영어) 52. Springer. doi:10.1007/978-1-4757-3849-0. ISBN 978-0-387-90244-9. ISSN 0072-5285. MR 0463157. Zbl 0367.14001.